# W33 (核砲彈)

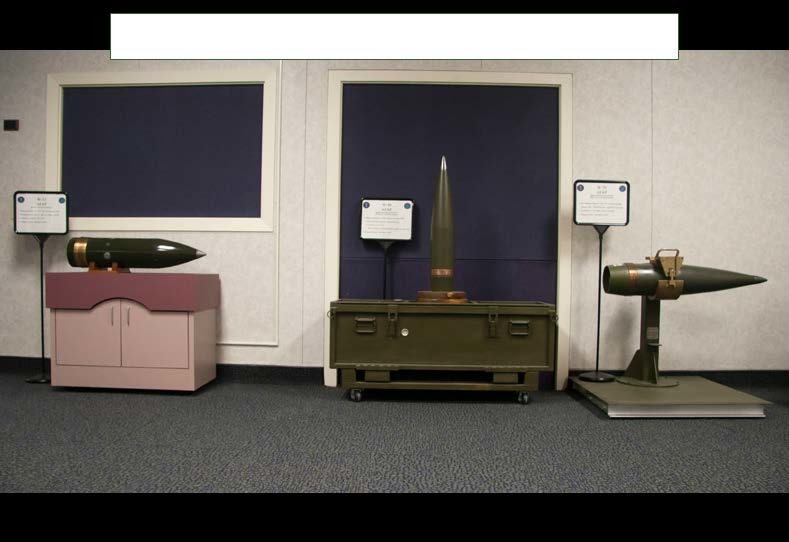
左方的是W33火炮彈道核武器(Artillery-Fired Atomic Projectile，AFAP)

W33核砲彈（亦被稱為馬克33號，T317，M422）是美國核火砲的其中一種砲彈，設計用於8英寸(203 mm)M110榴彈砲和M115榴彈炮。
總共生產了2,000枚砲彈，第一批生產的核砲彈於1957年進入庫存。一直服役到1992年。W33採用濃縮鈾(代號為oralloy，指橡樹嶺合金，橡樹嶺指橡樹嶺國家實驗室)為裂變材料，W33可使用兩種當量配置。這需要安裝不同的彈芯，裂變材料的使用數量用於控制核砲彈爆炸當量的高低。W33最高當量版本可能是強化裂變武器(英語:Boosted fission weapons)。

## 歷史
W33的研發由美國陸軍軍械兵團在1953年6月批准。人們認為，能夠由標準移動野戰榴彈砲(英語:Standard mobile field howitzer)發射的砲彈會更有效，同時還能在地面戰中產生心理影響。這設計亦考慮到由美國海軍8英吋(203mm) 榴彈砲發射，並會使用來自W9 的11英吋(280mm)核火砲組件。
最初這武器的軍隊名稱是「Shell, AE, 8-inch, T317」，美國原子能委員會將其命名為Mark 33。軍隊的任務是設計、製造和儲存武器的非核部件，而美國原子能委員會負責設計和製造涉及核的部件。
該核砲彈的設計直至資金在1954年4月批下來前一直處於研發階段。在4月，決定該武器需要在1955年7月之前投入使用，所以計劃被擱置。第一批Emergency Capability武器於1955年7月進入庫存。非-EC武器在1957年1月至1965年1月被生產。大約生產了2000枚核砲彈，並於1992年9月全數退役。

## 設計
這武器使用來自W9 11英吋(280mm)核砲彈的組件，而這些又是源自馬克8號的核組件。
關於W33的資料表明它使用雙槍式和/或可能使用環狀槍管組件。W33的內部裝置據說代號為"Fleegle"。雙槍式設計將每個「子彈」(可裂變物質)所需的速度降低了一半，從而將槍式系統的重量減少8倍。環狀設計也可以讓更大的「子彈」保持在次臨界狀態(中空的「子彈」有更低的有效密度，和臨界質量與密度的平方成比例)。使用了鈦來減少一些組件的重量。以保留的照片證據判斷，砲彈本身的外殼很可能是由鈦製成的。這是合理的，因為圍繞外殼底部的銅合金旋轉帶(英語: rotating band)是外殼的唯一部分，旋轉帶在火砲的槍管與膛線嚙合。
W33的裝置由2個臨界核部件組成，2個臨界核部件才能組裝成一個完整的W33核砲彈。在1992年對之前儲存的W33核砲彈進行初步拆卸時，先拆卸其中一個核部件，然後在隨後幾年拆卸另一個核部件。
W33有4個不同的當量版本，由Y1-Y4，以W33Y1等方式命名。每個版本的爆炸當量都是保密的，但Y2版本的爆炸當量據說為40千噸(170 TJ)，其他版本的爆炸當量為5-10千噸(21-42 TJ)。

## 試驗
W33核砲彈是第3個已知進行試爆的槍式核分裂武器。W33進行了兩次試驗，第一次是1957年9月8日的鉛錘行動-Laplace，爆炸當量為1千噸(4.2 TJ)，而TX-33Y2在1962年5月12日的鳥結糖行動-Aardvark(英語: Operation Nougat-Aardvark)中進行，爆炸當量為40千噸(170 TJ)。
W33在這兩項測試中都不是由榴彈砲發射的。鉛錘行動-Laplace中的W33懸掛在230米高的氣球上引爆。鳥結糖行動-Aardvark中的W33是在434米深的地下引爆。
在W33進行試驗前，曾引爆的槍式核分裂武器分別是在第二次世界大戰期間在廣島投下的小男孩和在1953年5月25日的結果-節孔行動-Grable進行試射的W9 11英吋(280mm)核砲彈。

## 外部連結
- Allbombs.html list of all US nuclear weapons models at nuclearweaponarchive.org
- Historical nuclear weapons list （页面存档备份，存于） at GlobalSecurity.org